# Paecilomyces xylariiformis
Paecilomyces xylariiformis är en svampart som först beskrevs av Lloyd, och fick sitt nu gällande namn av Samson 1974. Paecilomyces xylariiformis ingår i släktet Paecilomyces och familjen Trichocomaceae.   Inga underarter finns listade i Catalogue of Life.